# Penicillium roqueforti
Penicillium roqueforti es un hongo del género Penicillium, utilizado en la industria alimentaria para la producción de queso azul. De naturaleza generalizada, se puede aislar del suelo, la materia orgánica en descomposición y las plantas.
Penicillium roqueforti puede producir micotoxinas en ciertas condiciones de crecimiento. Fue descrito por Thom en 1906.

## Denominación
El término Penicillium nombra a más de 300 especies de hongos, en su mayoría beneficiosos para la salud. Las características morfológicas de este hongo, con ramificaciones, recuerdan a un pincel. Entre las más conocidas se encuentra chrysogenum productora de la penicilina; Roqueforti se refiere al lugar donde fue descubierto, el pequeño pueblo de Roquefort. La AOP Appellation d'origine protégé Roquefort, denomina y controla la producción de este famoso queso de leche de oveja.

## Uso
Es usado en la fabricación de una gran variedad de quesos, especialmente los llamados quesos azules como el roquefort, el Cabrales,el Picón Bejes-Tresviso o el Valdeón, a los que confiere un sabor y aroma peculiares.

## Cultivo
Muchas de las productoras de queso en Roquefort tienen su propia producción. 
Horneando grandes hogazas de pan de centeno que luego se guardan en las bodegas , comienza la vida y proliferación de este moho, que luego será extraído y secado para su almacenamiento y posterior uso.